# Cratere Mutch
Mutch  è un cratere sulla superficie di Marte.